# انریکو سیمونتی
انریکو سیمونتی (ایتالیایی: Enrico Simonetti؛ ‏ ۲۹ ژانویهٔ ۱۹۲۴ – ۲۸ مهٔ ۱۹۷۸) نوازنده پیانو، آهنگساز، رهبر ارکستر، بازیگر و مجری تلویزیون اهل ایتالیا بود.
از فیلم‌هایی که وی در آن‌ها نقش داشته است، می‌توان به رسوایی در خانواده، ممنون… مادربزرگ و قاتلان ویژه اشاره نمود.